# Biphyllus ussuriensis
Biphyllus ussuriensis is een keversoort uit de familie houtskoolzwamkevers (Biphyllidae). De wetenschappelijke naam van de soort werd in 1983 gepubliceerd door Nikolay Borisovich Nikitskiy.